# Der Metzgergesell
Der Metzgergesell ist ein Märchen. Es steht in Johann Wilhelm Wolfs Deutsche Hausmärchen an Stelle 9.

## Inhalt
Der Sohn eines Schweinehirten wird Metzger und wandert fort. Unterwegs streiten eine Biene, ein Fuchs, ein Windhund, ein Falke und ein Löwe um einen toten Ochsen. Mit seinem Schlachtmesser teilt er jedem das passende Stück zu. Zum Dank erhält er, dass er jede ihrer Gestalten annehmen kann. So frisst er als Falke von des Königs Granatbäumen, worauf Todesstrafe steht, und klaut ein Huhn vom Tisch. Die Prinzessin schließt schnell das Fenster und hält ihn bei sich im Käfig. Nachts kommt er als Biene heraus und küsst sie als Mann. Sie schreit, doch bis alle kommen, ist er wieder Vogel im Käfig. Als sie ein Kind bekommt, werden sie vermählt. Er soll nur nicht mit ihr in den Wald fahren, dort trägt sie der Wind weg. Er jagt ihr als Windhund nach, dringt als Biene in einen glatten Berg und in ein unterirdisches Schloss, wo sie einem Riesen den Kopf kraulen muss. Den lässt er sie aushorchen, dass wer den dreiköpfigen Drachen töte, auch ihn töten kann. Der Drache fordert täglich neun Schweine. Stattdessen reißt der Held ihm als Löwe nacheinander seine drei Köpfe ab. Des Königs Tochter zum Lohn braucht er nicht, er erhält eine Zauberkutsche für den Rückweg und tötet den Riesen.

## Herkunft
Der Titel Der Metzgergesell ist bei Wolf mit einem Sternchen (*) versehen, was laut seiner Vorrede anzeigt, dass Wilhelm von Ploennies den Text ausarbeitete. Vom Sauhirt zum Metzger ist wohl ein sozialer Aufstieg. Seine Abenteuer sind handfest, ein wenig wie Bechsteins Der Wandergeselle. Dass die Biene im Ochsenkopf ihr Nest bauen soll, stimmt freilich nicht. Das Motiv vom verbotenen Granatapfel (vgl. Genesis) ist nur angedeutet. Beim König isst man „Gesottenes und Gebratenes“, vgl. Grimms Tischchen deck dich, Goldesel und Knüppel aus dem Sack. Die Prinzessin im Schlafzimmer gibt es auch in Wolfs Der goldene Hirsch und Das graue Männchen. Ihre Bewandtnis, dass sie im Wald der Wind wegträgt, deutet eine Vorgeschichte an, die aber fehlt. Unstimmig ist auch, dass beide Könige in Sizilien sein sollen, der Weg zum Drachen aber so weit ist. Ein Schloss im Berg haben Wolfs Märchen oft, das Aushorchen des Unholds auch Die fünf Fragen, Der Jüngling im Feuer und die drei goldnen Federn. Sein Ende kommt hier sehr kurz, ausführlicher in Grimms KHM 91 Dat Erdmänneken, KHM 166 Der starke Hans, Jahns Nr. 18 Das Wolfskind, Nr. 19 Das Männchen Sonderbar, Nr. 21 Der Bärensohn.